# Midnight (ER)
Midnight is de eenentwintigste aflevering van het tiende seizoen van de televisieserie ER, die voor het eerst werd uitgezonden op 6 mei 2004.

## Verhaal
Als de ongeboren baby van Kem en dr. Carter niet meer beweegt gaan zij met spoed naar de SEH. Daar horen zij het slechte nieuws dat hun baby helaas niet meer leeft. Deze klap komt hard aan bij het stel, de vader van dr. Carter komt hen steunen in hun drama. Kem is nu emotioneel gebroken en kan het niet bevatten, dit wordt niet beter als blijkt dat zij nog steeds moet bevallen van haar dode baby. 
Vandaag krijgen de studentes geneeskunde hun diploma, dit zorgt ervoor dat de hele familie van Rasgotra haar opzoeken wat voor flinke drukte zorgt op de SEH. Lockhart moet nog wachten op haar diploma omdat haar cijfers van het laatste examen nog niet binnen zijn.
Dr. Corday krijgt onverwachts bezoek van haar stiefdochter Rachel, zij vertelt dat het bezoeken van universiteiten de reden is van haar bezoek. Later biecht zij op dat het verkrijgen van een morning-afterpil de werkelijke reden is van haar bezoek. Zij vraagt nu aan dr. Corday of zij een recept hiervoor kan uitschrijven. 
Dr. Kovac wordt door Steve duidelijk gemaakt dat hij nog steeds Taggart terug wil. 

## Rolverdeling

### Hoofdrollen
- Noah Wyle - Dr. John Carter
- Michael Gross - John 'Jack' Carter jr.
- Mekhi Phifer - Dr. Gregory Pratt
- Alex Kingston - Dr. Elizabeth Corday
- Goran Višnjić - Dr. Luka Kovac
- Sherry Stringfield - Dr. Susan Lewis
- Ming-Na - Dr. Jing-Mei Chen
- Laura Innes - Dr. Kerry Weaver
- Paul Blackthorne - Dr. Jeremy Lawson
- Scott Grimes - Dr. Archie Morris
- Linda Cardellini - verpleegster Samantha 'Sam' Taggart
- Oliver Davis - Alex Taggart
- Deezer D - verpleger Malik McGrath
- Cynthia Cervini - verpleegster Anna Waldron
- Montae Russell - ambulancemedewerker Dwight Zadro
- Parminder Nagra - Neela Rasgrota
- Maura Tierney - Abby Lockhart
- Abraham Benrubi - Jerry Markovic
- Troy Evans - Frank Martin
- Thandie Newton - Makemba 'Kem' Likasu
- Rossif Sutherland - Lester Kertzenstein

### Gastrollen (selectie)
- Hallee Hirsh - Rachel Greene
- James Earl - Elgin Gibbs
- Gwen McGee - O.B. Chong
- Martin Charles Warner - MR. Ferguson
- Blair Brown - Dr. Vicki Ford
- Cole Hauser - Steve Curtis